# Museo Munch
El Museo Munch, o Munchmuseet, es un museo de arte situado en Oslo, Noruega, que alberga obras de Edvard Munch, dejadas en su testamento a la ciudad de Oslo en 1940. El museo abrió sus puertas al público en 1963, cien años después del nacimiento del pintor. La nueva sede del museo, diseñada por el estudio de arquitectura español estudioHerreros (Juan Herreros+Jens Richter) en el área de Bjørvika, abrió sus puertas al público en 2021.

## Historia
El Museo Munch está situado en Tøyen, en el barrio de Gamle Oslo. La construcción del museo fue financiada con los beneficios generados por los cines municipales de Oslo, y abrió sus puertas en 1963 para conmemorar el que hubiera sido el 100 cumpleaños de Munch. La colección consiste en obras y artículos de Munch, que donó al municipio de Oslo antes de morir, y otros trabajos adicionales donados por su hermana Inger Munch, así como otras obras compradas posteriormente.
El testamento de Edvard Munch donó a Oslo cerca de 1100 pinturas, 15.500 dibujos con 700 motivos, 4.700 esbozos y seis esculturas. La donación incluyó 2.240 libros, bloc de notas, documentos, fotografías e instrumentos de trabajo, así como gran cantidad de obras pictóricas de otros autores. 
El museo tiene ahora en su colección permanente más de la mitad de la obra pictórica completa del artista, y además una copia de todos sus impresos. El museo también alberga secciones educacionales y de conservación, así como instalaciones sobre artes escénicas. Comprende un espacio para exposiciones, fotografía y conservación de pinturas, escritorios, una biblioteca y salas de estar. También cuenta con un salón utilizado para exposiciones, conciertos, piezas de teatro y proyección de películas, una tienda de recuerdos y una cafetería.
La estructura del museo fue diseñada por los arquitectos Einar Myklebust y Gunnar Fougner. Myklebust, además, tuvo un papel esencial en la ampliación y renovación del museo en 1994 para el 50 aniversario de la muerte de Munch. Más recientemente, fue financiado por la empresa japonesa Idemitsu Kosan co. Ltd. En 2005, el museo fue parcialmente reconstruido para aumentar la seguridad, debido a la secuencia de robos de El grito y de Madonna en 2004.
En este lugar también se grabaron escenas de la película Olsenbanden de 1984.

## Robo deEl grito

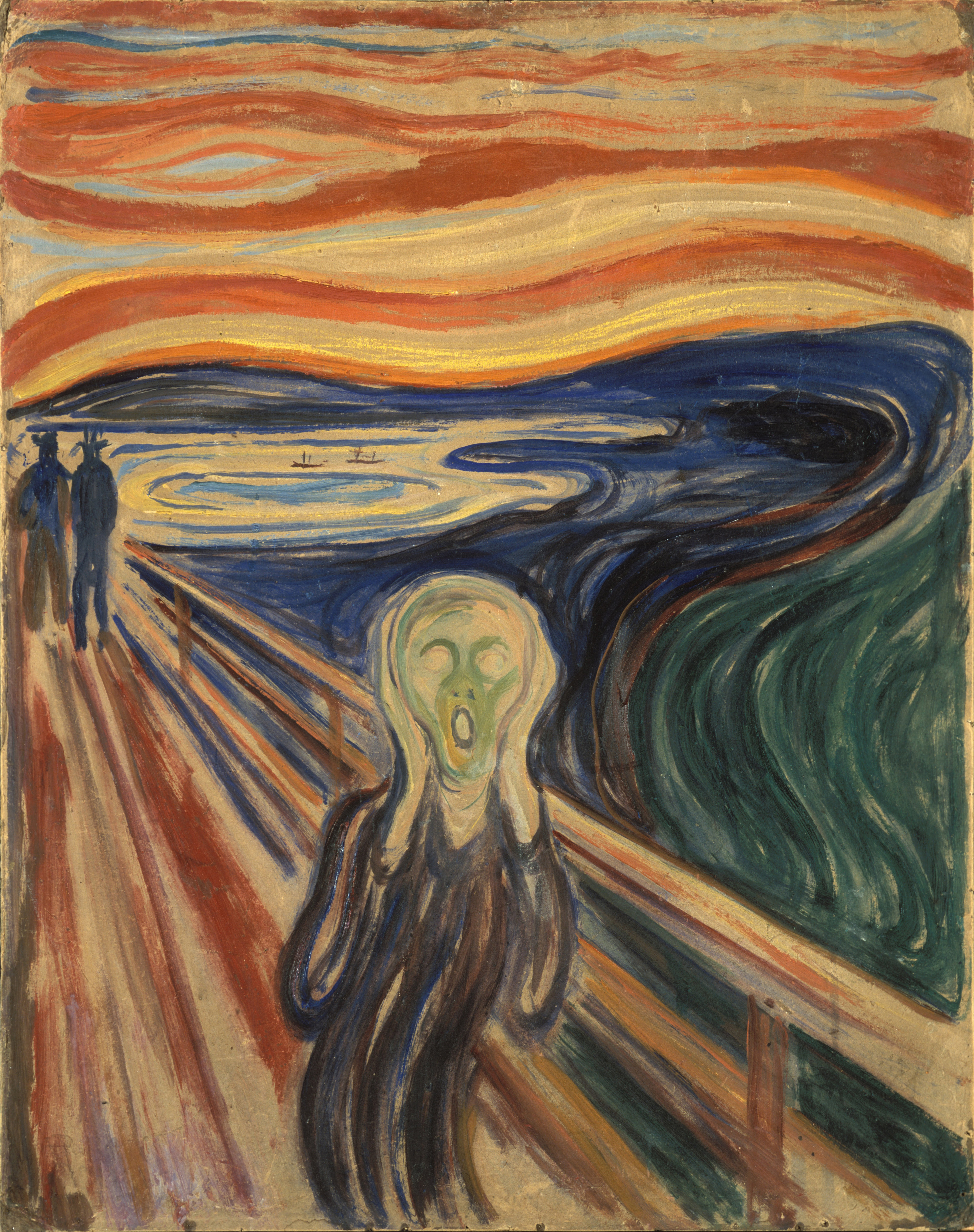
La versión de 1912 de El grito se exhibe en el museo.

El domingo 22 de agosto de 2004, dos pinturas de Munch, El grito y Madonna, fueron robadas del Museo Munch por hombres enmascarados y portando armas de fuego. Los ladrones forcejearon con los guardias del museo y los tiraron al suelo, mientras que rompían el cable de seguridad de los cuadros y escapaban en un Audi A6 negro, que más tarde la policía encontró abandonado. Las pinturas fueron recuperadas por la policía de Oslo el 31 de agosto de 2006.

## Nuevo Museo Munch

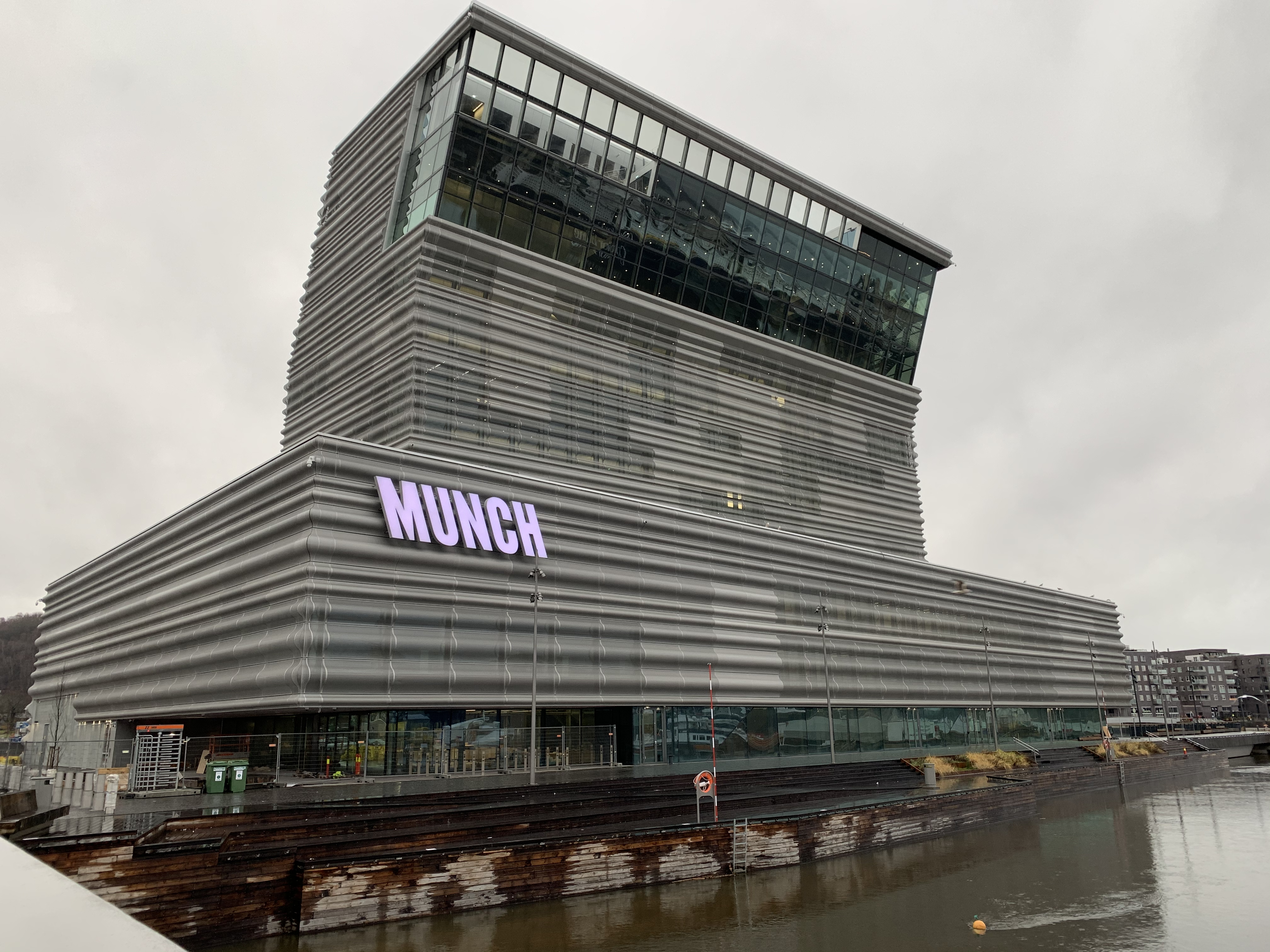
Museo Munch visto desde el frente.

En 2008, la ciudad de Oslo promovió un concurso de arquitectura para construir un nuevo Museo Munch en el área de Bjørvika, una nueva área urbana en desarrollo donde también se encuentra la Ópera de Oslo, ganadora del Premio Mies van der Rohe. El concurso fue ganado en 2009 por el estudio de arquitectura español estudioHerreros ( Juan Herreros+Jens Richter).
Antes de las elecciones municipales en 2011, el Partido Progresista de Oslo decidió que no financiaría más el proyecto debido a problemas económicos. Después de las elecciones, en diciembre de 2011, el Ayuntamiento de Oslo votó a favor de acabar con el proyecto. El ayuntamiento consideró prioritario mejorar el museo actual o trasladar la colección a la Galería Nacional de Noruega.
En mayo de 2013, el Ayuntamiento de Oslo decidió revivir el proyecto, y trasladar el museo a un nuevo emplazamiento cerca de la costa, al lado de la Ópera de Oslo. La construcción comenzó en septiembre de 2015, y se esperaba que el nuevo museo estuviera listo en 2019.
El nuevo Museo Munch diseñado por el estudio español Herreros Arquitectos finalmente abrió sus puertas el viernes 22 de octubre de 2021 con una exposición de 26 700 obras de Munch, lo que le convierte en el museo más grande del mundo dedicado a un único artista. El nuevo museo cuenta con cuatro plantas, un área cinco veces más grande que su antecesor, y una altura de 58 metros. La estructura es de cemento bajo en carbono y acero reciclado, con estacionamiento exclusivo para bicicletas. La nueva ubicación es muy cercana a la nueva Ópera de Oslo.